# Флаг Пыть-Яха
Флаг муниципального образования город Пыть-Ях Ханты-Мансийского автономного округа — Югры Российской Федерации является опознавательно-правовым знаком, служащим официальным символом муниципального образования.
Ныне действующий флаг утверждён 2 октября 2002 года, но ещё 3 июня 2002 года был внесён в Государственный геральдический регистр Российской Федерации с присвоением регистрационного номера 980. 3 июня 2002 года считается днём рождения официальных символов города Пыть-Яха (герба и флага).

## Описание
«Флаг города Пыть-Яха представляет собой прямоугольное полотнище с соотношением сторон 2:3, состоящее из двух равновеликих горизонтальных полос синего (вверху) и зелёного (внизу) цветов, по стыку которых проведена полоса орнамента из герба г. Пыть-Яха; в центре полотнища — главная фигура герба г. Пыть-Яха (— золотой глухарь, держащий в лапах серебряно-чёрный „нефтяной источник“)».

## История
Первый флаг города Пыть-Яха был утверждён 16 марта 2001 года решением Думы муниципального образования город окружного значения Пыть-Ях № 11. Описание флага гласило:

Флаг города Пыть-Яха представляет собой прямоугольное полотнище, разделённое по горизонтали на две равновеликие полосы (верхняя — сине-голубая, нижняя — зелёная), имеющее у древка изображение герба города Пыть-Яха, расположенное в центре равностороннего (сторона равна высоте флага) треугольника белого цвета. В правой верхней части полотна расположен элемент белого цвета из герба Ханты-Мансийского автономного округа.
Отношение высоты полотнища (по древку) к общей длине конца выступа 1:2, отношение ширины белой полосы к общей длине 1:20, отношение расстояния от выступа до геометрического центра элемента белого цвета из герба Ханты-Мансийского автономного округа, ширина и высота элемента к общей длине — соответственно 3:4; 11:40; 1:8.
Отношение высоты герба к высоте флага 1:3.
При вертикальном расположении (вывешивании, воспроизведении) полотнища сине-голубая полоса находится слева от зрителя, расположение герба города вертикальное.

2 октября 2002 года, рассмотрев материалы, представленные Главой города, а также письмо Государственного герольдмейстера Геральдического совета при Президенте Российской Федерации, решением Думы города Пыть-Яха № 183, был утверждён новый (ныне действующий) флаг города.